# المنظمة السورية لحقوق الإنسان
المنظمة السورية لحقوق الإنسان (سواسية) هي منظمة سورية أهلية غير حكومية مستقلة تضم عدد من المدافعين عن حقوق الإنسان والحريات العامة وتتخذ العمل السلمي العلني أسلوباً لها للإشارة لمواضع الخلل واقتراح الحلول البناءة لإصلاحه لما فيه خير الوطن والمواطن.

## أهداف المنظمة
- فضح انتهاكات حقوق الإنسان أي كان مصدرها.
- الدفاع عن حق المواطن بالتفكير والتعبير.
- العمل على إطلاق سراح المعتقلين السياسيين ومعتقلي الرأي والضمير.
- المطالبة بالمساواة أمام القانون والتأكيد على إتباع الأصول والإجراءات القانونية اللازمة لإقامة العدل.
- العمل على محاسبة أي جهة تتعدى على حقوق المواطن السوري.
- العمل على تعزيز الالتزام بالحقوق الإنسانية والقانونية للمواطن السوري.

## الوسائل التي تتبناها المنظمة
- إصدار البيانات والبحوث والدراسات والنشرات والتقارير والبرقيات والنداءات.
- العمل على نشر وتعميق حقوق الإنسان وتوطيد دولة الحق والقانون.
- العمل على توعية المواطن بحقوقه وواجباته الدستورية والقانونية.
- الاتصال وتبادل المعلومات سواء مع الجهات الحكومية أو مع الجمعيات الأهلية ذات نفس الغرض لما فيه تحقيق أهداف المنظمة.

## هيكلية مجلس إدارة المنظمة
مجلس الإدارة مؤلف من الصحفية منتهى سلطان الأطرش و الدكتور صادق جلال العظم و الدكتور الطيب تيزيني و الدكتور أحمد عاصم العظم و المحامي مهند الحسني، والمخرج محمد ملص و المهندس بسام إسحق.